# لئوپولدو لوپز ژیل
لئوپولدو لوپز ژیل (به اسپانیایی: Leopoldo López Gil) سیاستمدار و روزنامه‌نگار قرن بیستم میلادی زادهٔ کاراکاس در ۲۰ اکتبر ۱۹۴۴ و از ۲۰۱۵ دارای ملیت اسپانیا است.
او پدر لئوپولدو لوپز و عضو حزب مردم (اسپانیا) از سال ۲۰۱۹ نمایندهٔ اسپانیا در پارلمان اروپا است و در کمیسیون حقوق بشر (DROI) این پارلمان فعالیت دارد.